# 大海蛇

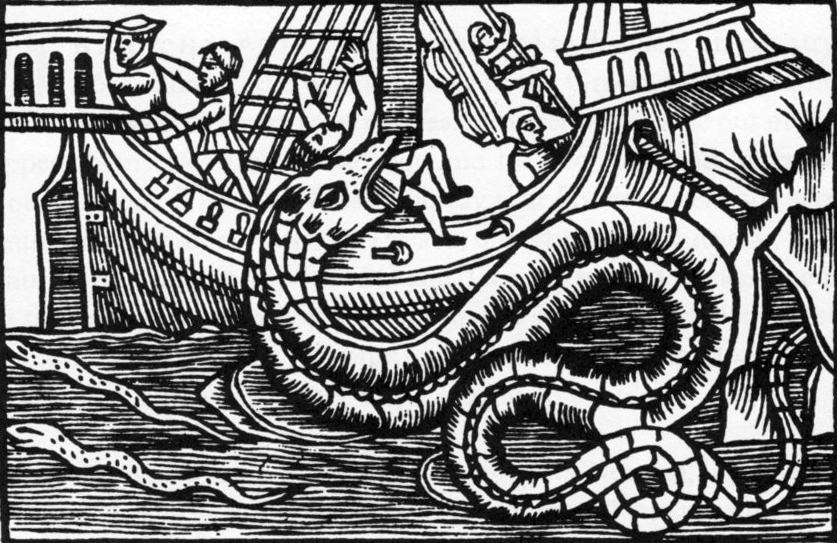
奧勞斯·馬格努斯書上的大海蛇

大海蛇是一種蛇形的海怪，目擊紀錄已經有幾千年的歷史，一般在船上或岸邊被看到，目擊者有時也包括當代的科學家。即使目擊者眾，但沒有明確的紀錄證明其存在。

## 相關項目
- 利維坦
- 耶夢加得
- 擔生
- 皇帶魚